# لاور دين
 لاور دين  بفتح الواو والراء، وكسر الدال وسكون النون،لافاردين (لاوردين ويُكتب بالحروف اللاتينية أيضًا باسم لافاردين؛ ويُعرف أيضًا باسم دين) قرية صغيرة في داخل الجبال وتتبع ناحية كوخرد ( بالفارسية: بخش كوخرد ) من توابع مدينة بستك وتقع في محافظة هرمزگان في جنوب غرب إيران. تقع في طريق المؤدي إلى بستك، كوخرد، بندر لنجة، وتقع في شمال وادي دين مطلة عليها هضبة دين من جهة الجنوب. حسب تعداد عام 2006، بلغ عدد سكانها 109 نسمة، موزعين على 23 عائلة.

## حدود لاور دين
من الشمال: «جبل»، ومن الجنوب وادي دين، ومن الغرب « بون کوه لوز » و«هضبة دين»، ومن الشرق تنتهي بـطريق « بستک، بندر لنجة ».

## السكان
يبلغ تعداد سكان قرية لاور دين حوالي (160) شخص
من أهل السنة والجماعة وعلى المذهب الشافعي يتكلمون الفارسية باللهجة المحلية. ويمتهنون بمهنة تربية المواشي والأغنام. بها 4 مساجد، ومدرسة مشتركة، وإحدى عشرة بركة لحفظ مياه الأمطار، وبها عين ماء عليها (280) نخلة، في أسفل القرية ميائها غير صالحة للشرب الآدمي. كذلك بها شبكة المياه والكهرباء. وأراضي شاسعة خصبة لزراعة البر والشعير.

## وصلات خارجية
- الادارية لمحافظة هرمزگان
- الادارية لمحافظة هرمزگان (بلده كوخرد)